# Mazharul Islam Himel
Mazharul Islam là một cầu thủ bóng đá người Bangladesh hiện tại thi đấu ở vị trí  thủ môn cho Sheikh Jamal Dhanmondi Club ở Bangladesh League.